# 梅山鄉
梅山鄉，舊稱「梅仔坑」、「小梅庄」，位於台灣嘉義縣東北部，嘉南平原的東北端，緊鄰嘉義都會區。北隔清水溪與雲林縣古坑鄉為界，西鄰大林鎮、民雄鄉，東臨阿里山鄉，南接竹崎鄉。全境地形複雜，由西到東分別為丘陵、淺山及深山，山嶺高低起伏，坡陡川急，為其最主要的地理特色:2。
梅山鄉早期為鄒族全仔社的活動領域，清代康熙年間始有漢人由西向東陸續入墾，先民多由鄰近的大林、竹崎、古坑等地遷來，多數聚落主要在道光年間後形成。戰後初期由於交通的改善，各項竹材加工業及果類的產藝推廣，商業繁榮，成為嘉南地區山產的總匯，有雲嘉地區的「小北投」之稱:289。經濟產業上，河階地為農業，山坡地原為種植果樹、竹材加工業，後改為種植高山茶。

## 歷史
梅山鄉舊稱「梅仔坑」（台灣日治時稱『梅仔坑庄』），因為本地位於倒孔溪南岸的寬闊坑谷內，而且這一帶往昔是以梅花著稱，故有此稱。後來則改為「梅山」。另有一說為：本地位處山腳地帶，為行旅必經之地，有人在溪畔築屋，販售「米糕粥」，閩人稱粥為「糜」，乃稱本地為「糜仔坑」。
日治初期，梅山屬臺南縣嘉義支廳。1895年9月，改為臺南民政支部嘉義出張所。1896年，改為臺南縣嘉義支廳。1897年，隸屬嘉義縣梅仔坑辨務署。1898年，屬臺南縣嘉義支廳。1901年，隸屬嘉義廳梅仔坑支廳。1907年，屬竹頭崎支廳梅仔坑區。1920年，隸屬臺南州嘉義郡小梅庄。梅仔坑改名小梅後，根據《臺灣日日新報》載，當地居民認為小梅之名「帶有女性，殊不足以冠庄名」，要求改名「梅山」。並認為「梅山」之名能與竹山、松山並稱，「湊成松竹梅，豈不美哉」。雖然此案在日治時期並未實施，不過當地已有以梅山為名的自動車會社（汽車公司）。
1946年政權轉移後，小梅庄改為小梅鄉。當地居民復向臺灣省行政長官公署陳情，認為小梅之名「屬𡢃婢名稱，似怯弱之狀態，兼與大林鎮連接時有大小懸殊之感」，再次要求改名。公署最終採納鄉民意見，同年6月21日，小梅鄉正式更名梅山鄉。1950年，原臺南縣劃分為臺南、嘉義、雲林三縣，梅山鄉改隸嘉義縣:70。期間與之後境內村數歷經三次變更，至1967年起，梅山鄉共轄18個村。

## 地理

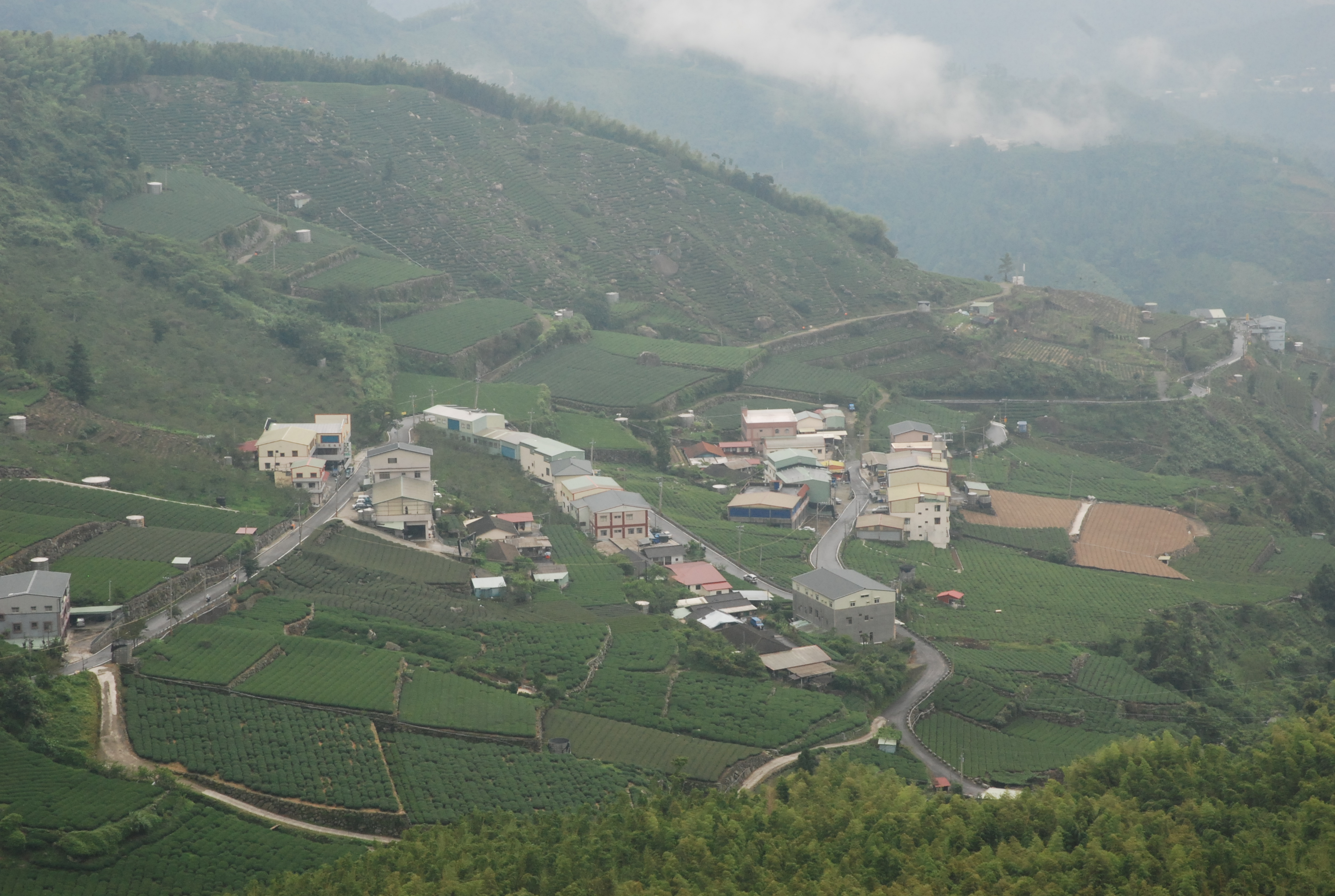
位處太和山區的樟樹湖，其「湖」字反映出當地地形如碗狀的窪地

### 地形
地形區分為丘陵區、淺山區、深山區，各村所在地區為：
- 丘陵區：梅北、梅東、梅南、過山、大南、雙溪
- 淺山區：圳北、圳南、永興、半天、安靖
- 深山區：龍眼、太平、太興、碧湖、瑞峰、瑞里、太和。[11]

### 高山
境內主要高山有：觀音山、觀音石山、祝壽山、大巃山、大坪山、梨園山、大尖山、二尖山、馬鞍山、碧鳳山、雲戴山、光崙山、幼葉林山、海鼠山、科仔林山、聖觀音峰、山仔坑山、頭前山、蛇仔巃山。

### 水文
區域內水系可區分為兩個流域，圳南、太平兩村以西為北港溪流域，龍眼、太平村以東為清水溪流域，兩個流域又各有兩條主要溪流：
- 北港溪流域：華興溪、三疊溪
- 清水溪港域：生毛樹溪、阿里山溪

### 人口
根據嘉義縣竹崎戶政事務所統計，2024年底梅山鄉戶數約6.8千戶，人口約1.7萬人，鄉內人口主要集中在梅北村、梅東村及大南村等地，此三村的總人口數約佔全鄉人口數的一半左右，人口最多與最少的村分別是梅北村與碧湖村，2024年底兩村人口分別為4,804人與274人；人口密度最高與最低的村分別是梅北村與太和村，2024年底兩村人口密度分別為每平方公里2,010人與39人。

## 政治

### 歷任首長
| 任次 | 姓名   | 備註 |
| ---- | ------ | ---- |
| 1    | 陳 印  |      |
| 2    | 吳泉洝 |      |
| 3    | 吳泉洝 |      |
| 4    | 黃永欽 |      |
| 5    | 吳原甲 |      |
| 6    | 江克炫 |      |
| 7    | 江克炫 |      |
| 8    | 蔡錦煌 |      |
| 9    | 蔡錦煌 |      |
| 10   | 溫文仲 |      |
| 11   | 林洋一 |      |
| 12   | 林洋一 |      |
| 13   | 陳國華 |      |
| 14   | 黃世裕 |      |
| 15   | 黃世裕 |      |
| 16   | 劉宏文 |      |
| 17   | 劉宏文 |      |
| 18   | 林俊謀 |      |
| 19   | 林俊謀 | 現任 |

### 鄉政組織
梅山鄉公所是梅山鄉最高層級的地方行政機關，在中華民國政府架構中為鄉自治的行政機關，同時負責執行縣政府及中央機關委辦事項，梅山鄉的自治監督機關為嘉義縣政府。鄉長由全體鄉民直接選舉產生，任期為四年，可連選連任一次。梅山鄉公所並置鄉政會議，為鄉政最高決策機構，在鄉長之下，設有5課4室等9個內部單位及3個附屬機關。
梅山鄉民代表會是梅山鄉的最高民意機關，代表梅山鄉全體鄉民立法和監察鄉政。鄉民代表由公民直選選出，任期為四年，可連選連任。梅山鄉民代表會共有11位鄉民代表，分別為第一選區6席鄉民代表、第二選區3席鄉民代表、第三選區2席鄉民代表，主席、副主席由11位鄉民代表互選產生。

### 行政區
- 大南村、太興村、圳北村、梅北村、瑞里村、碧湖村
- 太平村、半天村、圳南村、梅東村、瑞峰村、龍眼村
- 太和村、永興村、安靖村、梅南村、過山村、雙溪村

### 警政治安
- 嘉義縣警察局竹崎分局
  - 梅山分駐所
  - 太平派出所
  - 瑞里派出所
  - 大南派出所
  - 太和派出所

## 產業

### 特產
梅山鄉產業以山產為多，如阿里山茶、柑橘、竹筍、梅子、檳榔、蓮霧、愛玉子、椪柑、蜜果。

## 文化

### 宗教
- 梅山玉虛宮：創建於1820年，主祀北極玄天上帝。
- 開元后保元宮：建於清康熙四十五年，主祀玄天上帝，位於過山村開元后22號。
- 太平三元宮：創立於1740年，主祀三官大帝，位於太平村13之1號。
- 泰興岩：創立於1767，主祀觀世音菩薩，位於太興村4號。
- 龍眼龍興宮：興建於1854年，早在《嘉義管內采訪冊》的打貓東頂堡中就有記載，位於龍眼村3之1號。
- 瑞里源興宮：創立於1933年，主祀池王爺，位於瑞里村幼葉林62號
- 禪林寺：座落於梅山鄉往太平瑞里风景區右侧山麓，三面环山，前面鸟瞰梅山街景，为一“离尘觉地”。[17]

## 教育

### 國民中學
- 嘉義縣立梅山國民中學

### 國民小學
- 嘉義縣梅山鄉梅山國民小學
- 嘉義縣梅山鄉梅北國民小學
- 嘉義縣梅山鄉大南國民小學
  - 安靖分校
- 嘉義縣梅山鄉梅圳國民小學
- 嘉義縣梅山鄉太興國民小學
- 嘉義縣梅山鄉瑞里國民小學
- 嘉義縣梅山鄉瑞峰國民小學
- 嘉義縣梅山鄉太和國民小學
- 嘉義縣梅山鄉仁和國民小學
- 嘉義縣梅山鄉太平國民小學：太平實驗小學2015年8月正式招生開課，為「學校型態教育實驗條例」通過後全國第一所公立教育實驗小學，成立後將委由國立嘉義大學經營[18]

## 交通

### 鐵路
阿里山森林鐵路
- 阿里山線：梨園寮車站

### 公車資訊
|  |

|  |

|  |

|  |

|  |

|  |

|  |

|  |

|  |

|  |

|  |

|  |

|  |

|  |

|  |

|  |

|  |

|  |

|  |

|  |

|  |

|  |

|  |

|  |

|  |

|  |

|  |

|  |

|  |

|  |

|  |

|  |

|  |

|  |

|  |

|  |

|  |

|  |

|  |

|  |

|  |

|  |

|  |

|  |

|  |

|  |

|  |

|  |

|  |

|  |

|  |

|  |

|  |

|  |

|  |

|  |

|  |

|  |

|  |

|  |

|  |

|  |

|  |

|  |

|  |

|  |

|  |

|  |

|  |

|  |

|  |

|  |

|  |

|  |

|  |

|  |

|  |

|  |

|  |

|  |

- 嘉義縣公車處
  - 107 梅山－太平
  - 7304 嘉義－大林－梅山
  - 7306 梅山－雙溪－民雄
  - 7307 梅山－溝背－北港
  - 7315 嘉義－瑞峰
  - 7323 嘉義－竹崎－梅山
- 臺西客運
  - 7125 斗六－東和－梅山
  - 7126 斗六－崙峰－梅山
  - 7135 梅山－中坑－大林
- 阿里山鄉幸福巴士
  - 幸福阿里山2路 石棹－豐山

### 公路
- 279 梅山梅山交流道：實際位於大林鎮
- 台3線：古坑鄉－梅山鄉－竹崎鄉
- 縣道149號：梅山鄉－古坑鄉
  - 縣道149甲線
- 縣道162號：大林鎮－梅山鄉
  - 縣道162甲線
- 縣道166號：竹崎鄉－梅山鄉
- 縣道169號：竹崎鄉－梅山鄉－阿里山鄉

## 旅遊
- 瑞里風景區
- 太平雲梯
- 梅山三十六彎
- 瑞里風景區．燕子崖
- 梅山公園
- 瑞里風景區．雲潭瀑布
- 瑞里風景區．瑞太古道
- 瑞里風景區．千年蝙蝠洞
- 瑞太遊客服務中心．野薑花溪步道
- 太興岩步道
- 太和風景區
- 太和振興宮
- 龍宮瀑布
- 瑞峰風景區
- 梅問屋梅子元氣館
- 竹坑溪步道
- 瑞里風景區．情人橋
- 瑞里風景區．青年嶺步道、吊橋
- 太平農業休閒園區（太平風景區）
- 梅山生活藝術村
- 農村文化館

## 資料來源
引用來源
1. ↑  . 嘉義縣梅山鄉公所.   [2024-12-30] （中文（臺灣））.
2. ↑  康詩瑀 (编). . . 嘉義縣梅山鄉: 嘉義縣梅山鄉公所. 2010 （中文（臺灣））.
3. ↑  施添福 2008，第766頁.
4. ↑  王俊昌 (编). . . 嘉義縣梅山鄉: 嘉義縣梅山鄉公所. 2010 （中文（臺灣））.
5. ↑  施添福 2008，第767頁.
6. ↑  《梅山鄉誌》 59、70頁
7. ↑  《小梅庄名請改梅山》，臺灣日日新報，昭和3年7月25日
8. ↑  《鄉村名稱改稱理由表》，國史館臺灣文獻館藏臺灣省行政長官公署檔案216500350037
9. 1 2  康詩瑀 (编). . . 嘉義縣梅山鄉: 嘉義縣梅山鄉公所. 2010 （中文（臺灣））.
10. 1 2  施添福 2008，第760頁.
11. ↑  《梅山鄉誌》 第4頁
12. ↑  《梅山鄉誌》7至11頁
13. 1 2  . 嘉義縣竹崎戶政事務所.   [2022-10-23]. （原始内容存档于2021-01-21） （中文（臺灣））.
14. ↑  施添福 2008，第767－803頁.
15. ↑  . 嘉義縣梅山鄉公所.   [2021-09-24]. （原始内容存档于2020-10-28） （中文（臺灣））.
16. ↑  . 嘉義縣梅山鄉公所.   [2021-09-24]. （原始内容存档于2020-10-28） （中文（臺灣））.
17. ↑  .   [2021-05-09]. （原始内容存档于2021-05-10）.
18. ↑  .   [2016-08-10]. （原始内容存档于2015-04-05）.

書籍
- 施添福等編纂. . . 南投市: 國史館臺灣文獻館. 2008. ISBN 978-986-01-6259-2 （中文（臺灣））.
- 顏尚文等編纂. . 嘉義縣梅山鄉: 嘉義縣梅山鄉公所. 2010. ISBN 978-986-02-2388-0 （中文（臺灣））.

## 外部連結
- 梅山鄉公所 （页面存档备份，存于）
- 悠遊梅山風情網 （页面存档备份，存于）
- 小梅子的家 （页面存档备份，存于）
- 台三明珠-梅山公園 （页面存档备份，存于）
- 嘉義梅山 群山圍繞，人情滿載的所在 （页面存档备份，存于）
- 梅山太興村 一見難忘，層層疊疊的山林與茶園 （页面存档备份，存于）